# Couloumé-Mondebat
Couloumé-Mondebat é uma comuna francesa na região administrativa de Occitânia, no departamento de Gers. Estende-se por uma área de 22,85 km². Em 2010 a comuna tinha 201 habitantes (densidade: 8,8 hab./km²).